# Doris Mendlewitsch
Doris Mendlewitsch (* 4. Januar 1957 in Düsseldorf) ist eine deutsche Autorin und Kommunikationsberaterin. Sie hat mehrere Wissensbücher für Kinder geschrieben, außerdem hat sie als Ghostwriterin einige Sachbücher verfasst. In der Unternehmenskommunikation sind ihre Schwerpunkte Textkonzeptionen im B2B-Bereich und für erklärungsbedürftige Produkte.

## Werdegang
Doris Mendlewitsch studierte Politikwissenschaft mit den Nebenfächern Englisch und Geschichte an der Universität Duisburg-Essen. Sie schloss ihr Studium 1983 als Diplom-Sozialwissenschaftlerin (Schwerpunkt Politische Wissenschaft) ab. 1987 wurde sie zum Dr. phil. promoviert (bei Claus-Ekkehard Bärsch und Julius H. Schoeps).
Anschließend folgte ein Volontariat beim Econ Verlag in Düsseldorf. Von 1987 bis 1989 war sie Lektorin für Geschichte, Kultur- und Zeitgeschichte sowie aktuelle Themen beim Georg Westermann Verlag in Braunschweig. Von 1990 bis 1992 arbeitete sie als Lektorin im Taschenbuchverlag des Gustav Lübbe Verlags, Schwerpunkte allgemeines Sachbuch, Ratgeber, Psychologie/Lebenshilfe, aktuelle Themen, Politik/Zeitgeschichte.
Seit 1992 ist Mendlewitsch selbstständig. Von 1995 bis 1996 und von 2003 bis 2004 nahm sie Lehraufträge an den Instituten für Medienwissenschaften der Universitäten Paderborn und Bochum wahr.

## Veröffentlichungen

### Wissenschaftliche Arbeiten
- „Volk und Heil. Die Denk- und Bewusstseinsstrukturen völkischer Ideologien im 19. Jahrhundert“, Daedalus, Rheda-Wiedenbrück 1988
- „Die Menschen machen die Geschichte. Zum Verständnis des Politischen bei G. B. Vico“ in der Reihe „Arbeitsmaterialien zur Geistesgeschichte“, Brill, Köln/Leiden 1983
- Edition und Einleitung des postum erschienenen Buchs von Friedrich Hacker: „Das Faschismus-Syndrom. Psychoanalyse eines aktuellen Phänomens“, Econ, anschließend Fischer Taschenbuch, Düsseldorf 1990

### Kinderbücher
- Buchreihe zur WDR-Fernsehsendung „Wissen macht Ah!“, mit Shary Reeves und Ralph Caspers:
  - Band 1: „GeniAh!l – Phänomenale Erfindungen mit Shary und Ralph“, Loewe, Bindlach 2011 (mit Christine Gerber und Manuela Kalupke)
  - Band 2: „ExplosionsgefAh!r – Famose Experimente mit Shary und Ralph“, Loewe, Bindlach 2011 (mit Christine Gerber)
  - Band 3: „MAh!lzeit – Lecker essen mit Shary und Ralph“, Loewe, Bindlach 2012, (mit Ralph Caspers und Christine Gerber)
  - Band 4: „WunderbAh!r – Verblüffende Alltagsphänomene mit Shary und Ralph“, Loewe, Bindlach 2012 (mit Christine Gerber)
  - Band 5: „Ah!-SAGEN – der menschliche Körper“, Loewe Verlag, Bindlach 2013, (mit Christine Gerber)
- UNICEF, Sabine Christiansen und Janosch (Hg.): „Gibt es hitzefrei in Afrika? So leben die Kinder in dieser Welt“, Heyne, München 2006, Taschenbuch 2008, koreanische Ausgabe 2009 (mit Leo G. Linder).
- Helen Bonzel (Hg.): „Die Kinder-Akademie. Für kleine Forscher und große Entdecker“, Ullstein 2005 (mit Leo G. Linder)

### Ghostwritings (Auswahl)
- für Herbert Reul: „Sicherheit. Was sich ändern muss“, Hoffmann und Campe, Hamburg 2025
- für Umeswaran Arunagirinathan und Peggy Parnass: „«Grenzen akzeptieren wir nicht!» Über Migration, Heimat und den Wert der Freiheit“, Rowohlt, Hamburg 2025
- für Jacob Beautemps: „Unsere Zukunft neu denken. Innovationen, die unser Leben besser machen“, S. Fischer, Frankfurt am Main 2025
- für Marina Weisband: „Die neue Schule der Demokratie. Wilder denken, wirksam handeln“, S. Fischer, Frankfurt am Main 2024
- für Umes Arunagirinathan: „Herzensdinge. Die erstaunlichen Leistungen unseres wichtigsten Organs – und wie wir es heilen und schützen können“, Rowohlt, Hamburg 2024
- für Umes Arunagirinathan: „Grundfarbe Deutsch. Warum ich dahin gehe, wo die Rassisten sind“, Rowohlt, Hamburg 2022
- für Umeswaran Arunagirinathan: „Der verlorene Patient. Wie uns das Geschäft mit der Gesundheit krank macht“, Rowohlt, Hamburg 2021
- für Sandro Pé: „Wir dürfen die alten Menschen nicht allein lassen! Wie wir den Pflegenotstand beenden“, Rowohlt, Hamburg 2020
- für Nariman Hammouti-Reinke: „Ich diene Deutschland. Ein Plädoyer für die Bundeswehr – und warum sie sich ändern muss“, Rowohlt, Reinbek 2019
- für Timo Ameruoso: „Zum Aufgeben ist es zu spät! Fünf Dinge, die Pferde uns über das Leben lehren“, Rowohlt, Reinbek 2017
- für Peter Brem: „Ein Leben lang erste Geige. Meine Zeit bei den Berliner Philharmonikern“, Rowohlt, Reinbek 2016
- für Anja Lauckner: „Schwarz steht mir einfach nicht. Mein Leben ohne Kai. Ein Buch über die Liebe und den Tod“, Ludwig, München 2015
- für Antoine F. Goetschel: „Tiere klagen an“, Scherz, Frankfurt am Main 2012, Taschenbuch Fischer, Frankfurt am Main 2013
- für Julia von Weiler: „Im Netz. Tatort Internet – Kinder vor sexueller Gewalt schützen“, Kreuz, Frankfurt 2010
- für Dietrich Baumgart: „Mut zur Gesundheit. Die Baumgart-Strategie für Führungskräfte“, Fackelträger, Köln 2009
- für Urs Meier: „Du bist die Entscheidung. Schnell und entschlossen handeln“, Scherz, Frankfurt 2008, Fischer Taschenbuch 2010
- für Detlef Pape, Rudolf Schwarz, Elmar Trunz-Carlisi, Helmut Gillessen: „Schlank im Schlaf. Die revolutionäre Formel: So nutzen Sie Ihre Bio-Uhr zum Abnehmen“,  Gräfe und Unzer, 32. Auflage München 2012 (mit Ulrike Meiser)
- für Sonja Oberem: „Laufen macht Laune“, Mosaik bei Goldmann, München 2006
- für Barbara Becker: „Mein Pilates-Programm“, Econ, Berlin 2005, Taschenbuch Ullstein, Berlin 2007, türkische Ausgabe: Omega, Istanbul 2006 (mit Ulrike Meiser)
- für Ulrich Bauhofer: „Mit Ayurveda gegen Stress“, Südwest, München 2005 (mit Ulrike Meiser)
- für Hubertus Hufnagel: „Nichts Schlimmes? Das Handbuch der alltäglichen Symptome und der schrecklichen Krankheiten, die dahinterstecken, hypochondergetestet“, Ullstein, Berlin 2004

### Herausgaben
- Die Erde spricht mit Gott. 200 Gedichte aus vielen Kulturen und Epochen zu den großen und kleinen Fragen des Glaubens, Vorwort von Stefan Weidner, Daedalus, Münster 2017 (mit Hiltrud Herbst)
- Hellwache Nächte. Gedichte, Reclam, Stuttgart 2013 (mit Hiltrud Herbst)
- Schöner Rausch. Gedichte, Reclam, Stuttgart 2013 (mit Hiltrud Herbst)
- von 1994 bis 2021 mit Hiltrud Herbst und Andrea Grewe Herausgabe des Lyrikkalenders „Fliegende Wörter. 53 Qualitätsgedichte zum Verschreiben und Verbleiben“, Daedalus, Münster
- Götter, Sklaven und Orakel. Antike Mordgeschichten, Econ, Düsseldorf 1996
- Morde hinter Klostermauern. Historische Kriminalgeschichten, Econ, Düsseldorf 1996
- Süßer die Schüsse nie klingen. Weihnachtskrimis – nicht nur für Frauen. Heyne, München 1995 (unter dem Pseudonym Dorothee Sager)
- Von Ladies, Leichen und Ganoven. Kriminalgeschichten aus dem 19. Jahrhundert, Econ, Düsseldorf 1994
- Von Mönchen, Mägden und Gesindel. Mittelalterliche Kriminalgeschichten, Econ, Düsseldorf 1994

### Übersetzungen
- aus dem Amerikanischen: Wolfram Gössling: „Am Leben bleiben. Ein Onkologe bekämpft seinen Krebs“, Rowohlt, Hamburg 2023
- aus dem Amerikanischen: Michael F. Roizen, Mehmet C. Oz: „DU – Eine Bedienungsanleitung“, Pendo, München 2006, Taschenbuch 2008 (mit Ulrike Meiser)
- aus dem Amerikanischen: Alexandra Robbins, Abby Wilner: „Quarterlife Crisis. Die Sinnkrise der Mittzwanziger“, Ullstein, Berlin 2003 (mit Ute Diemer)

### Sonstiges
- Reiseführer „Marco Polo: Düsseldorf“, MairDumont, 12. Auflage, Ostfildern 2015
- „Wissen macht Ah!“-Magazin, 2007–2009, Konradin Verlag: Heftplanung, Redaktion, Artikel
- „Rund ums Buch. Ein Leitfaden für Autoren und Leser“, Daedalus, 3. Auflage, Münster 2001
- Mitarbeit an der deutschen Ausgabe von Charles Panati: „Universalgeschichte der ganz gewöhnlichen Dinge“, Eichborn, Frankfurt 1994 (Eichborn, Die Andere Bibliothek Bd. 118, hg. von Hans Magnus Enzensberger)